# Oudihé
Cet article concerne une langue. Pour ses locuteurs, voir Oudihés.
L'oudihé (autres transcriptions : oudégué, oudéguéï, ude, udihe, udekhe, udeghe, udege, udegei...) est une langue de la famille des langues toungouses.
Au recensement soviétique de 1989, 24,3 % des 1902 Oudihés parlaient la langue. En 2010, la proportion était tombée à 6,9 % : 103 Oudihés sur 1496 parlaient la langue.

## Écriture
Il n’y a pas de système orthographique standardisé.
Des manuels scolaires ont été rédigés par E. R. Schneider avec l’Alphabet nordique unifié dans les années 1930 ainsi qu’un dictionnaire et une grammaire du dialecte khor en 1936 et une description du dialecte anyui en 1937.
Un alphabet cyrillique basé sur l’alphabet latin de Schneider est ensuite utilisé dans quelques ouvrages comme un manuel scolaire de mathématique ou un roman écrit par Džansi Kimonko.
Une orthographe basée sur l’alphabet cyrillique a été développée par M. D. Simonov et V. T. Kyalundzyuga dans les années 1980 et a été utilisée dans leur dictionnaire de 1998 ainsi que plusieurs ouvrages de littérature folklorique et des manuels scolaires.
Cette orthographe a été adoptée officiellement par les autorités de Khabarovsk pour l’oudihé du Nord en 1989.
Une autre orthographe cyrillique, principalement basée sur l’orthographe de Schneider et sur l’orthographe russe, a été développée par Perexvalʹskaja pour le dialecte de Bikin dans le projet « École oudihé » de 1989 à 1993 et a été adopté par l’Association des peuples autochtones de la kraï du Primorié en 1990 ; elle est notamment utilisée dans des manuels scolaires et de la littérature folklorique.
L’auteur A. A. Kantchouga a aussi utilisé une orthographe alternative dans ses ouvrages autobiographiques publiés dans les années 2000.
| А а | ʻА ʻа | А̄ а̄ | А̂ а̂       | Б б   | В в   | Г г | Ғ ғ |
| Д д | Ӡ ӡ   | И и | Ӣ ӣ       | И̂ и̂   | Й й   | К к | Л л |
| М м | Н н   | Њ њ | Ң ң (Ӈ ӈ) | О о   | ʻО ʻо | О̄ о̄ | О̂ о̂ |
| П п | Р р   | С с | Т т       | У у   | Ӯ ӯ   | У̂ ŷ | Ф ф |
| Х х | Ч ч   | ь   | Э э       | ʻЭ ʻэ | Э̄ э̄   | Э̂ э̂ |     |

### Comparaison
| Schneider            | Omo jәgdig’ә bagdehæni, mam’asaxi-da. Mam’asani gә̄nʒi bisini. Tu bisiti. Bimi-dә mam’asatigī digaŋkini: – Bi Sәlәmәgә guniәiwәti isәnәʒәmi, – guŋkini. |
| Simonov-Kyalundzyuga | Омо йэгдэғ’э багдиэ̂ни, мам’асахи-да. Мам’асани гэ̅нʒи бисини. Ту бисити. Бими-дэ мамас’атиғи̅ диғаңкини: – Би Сэлэмэгэ гунэивэти исэнэʒэми, – гуңкини.   |
| Perexvalʹskaja       | Омо йәгдәг’ә багдиәни, мам’асахи-да. Мам’асани гә́нʒи бисини. Ту бисити. Бими-дә мамас’атигий диаңкини: – Би Сәләмәгә гунәйwәти исәнәʒәми, – гуңкини.   |
| Kantchouga           | Омо егдигэ багдиэни, мамасахида. Мамасани гээнди бисини. Ту бисити. Бимидэ мамасатиги диаңкини: – Би Сэлэмэгэ гунэивэти исэнэзэми, гуңкини             |

## Phonologie
Les tableaux montrent le système consonantique. et vocalique de l'oudihé.

### Consonnes
|                  | Bilabiale | Dentale | Latérale | Palatale | Vélaire | Glottale |
| ---------------- | --------- | ------- | -------- | -------- | ------- | -------- |
| Occlusive sonore | b         | d       |          |          | g       | ʔ        |
| Occlusive sourde | p         | t       |          |          | k       |          |
| Fricative sonore |           |         |          |          |         | h        |
| Fricative sourde | (f)       | s       |          |          |         |          |
| Affriquée        |           | ts dz   |          |          |         |          |
| Nasale           | m         | n       |          |          | ŋ       |          |
| Liquide          |           | r       | l        |          |         |          |
| Semi-voyelle     | w         |         |          | j        |         |          |

### Voyelles
|         | Antérieure | Centrale | Postérieure |
| ------- | ---------- | -------- | ----------- |
| Fermée  | i y        |          | u           |
| Moyenne | e ø        | ə        | o           |
| Ouverte | æ          |          | ɑ           |

## Sources
- [Kormouchine 1998] (ru) И.В. Кормушин, Удыхейский язык, Moscou, Nauka,‎ 1998 (ISBN 5-02-011292-5, présentation en ligne, lire en ligne)
- [Kyalandzyuga et Simonov 1998] (ru) В.Т. Кялундзюга et М.Д. Симонов, Словарь удэгейского языка: удэгейско-русский-удэгейский (препринт), vol. 1-3, Стеншев, Издан А.Маевичем,‎ 1998-1999
- (en) Irina A. Nikolaeva et Maria Tolskaya, A grammar of Udihe, Mouton de Gruyter, coll. « Mouton grammar library » (no 22) (ISBN 3-11-016916-9)
- [Perekhvalskaia 2016] (ru) Е.В. Перехвальская, « Удэгейский язык », dans Язык и общество: Энциклопедия, М., Азбуковник,‎ 2016 (lire en ligne), p. 506-513
- (en) Elena Perekhvalskaya et Juha Janhunen, « Udihe », dans Alexander Vovin, José Andrés Alonso de la Fuente et Juha Janhunen, The Tungusic languages, Routledge, 2024 (ISBN 978-1-138-84503-9, DOI 10.4324/9781315728391), p. 326-363
- (en) Shinjiro Kazama, « A Grammar of Udihe », dans 東京外国語大学記述言語学論集 (Collection de linguistique descriptive de l'Université des études étrangères de Tokyo),‎ 2022 (lire en ligne), p. 1-42